# Nhà hát Hòa Bình
Nhà hát Hòa Bình là một trong những nhà hát lớn của Thành phố Hồ Chí Minh, tọa lạc trên đường 3/2, Quận 10 trên khu đất trước kia của chùa Việt Nam Quốc Tự. Nhà hát do cố phó thủ tướng-kiến trúc sư Huỳnh Tấn Phát và kiến trúc sư Nguyễn Thành Thế thiết kế và tham gia chỉ đạo xây dựng từ năm 1983. Ngoài phục vụ những chương trình ca nhạc tạp kỹ, những chương trình trình diễn nghệ thuật và sự kiện văn hóa tầm quốc gia, nhà hát còn trưng dụng khán phòng lớn biểu diễn ca nhạc để làm rạp chiếu phim dã chiến. Từ 16 giờ mỗi ngày (trừ những đêm diễn), nhà hát buông màn chiếu phim.
Trong hoàn cảnh gặp nhiều khó khăn, chủ tịch Ủy ban Nhân dân quận 10 lúc bấy giờ đã đưa ra quyết sách xây nhà hát để phục vụ đời sống tinh thần người dân trong quận; dự kiến chỉ xây dựng một nhà hát quy mô nhỏ, theo mô hình nhà hát của huyện Hóc Môn. Nhưng sau đó, họ quyết định xây dựng một nhà hát bề thế hơn để phục vụ cho nhân dân Thành phố, với nguồn tài chính đóng góp của doanh nghiệp và chính người dân trong quận. Công trình khánh thành và đưa vào sử dụng từ ngày 26 tháng 4 năm 1985. Đến nay, đây là nhà hát duy nhất có sân khấu đủ rộng và sâu để thiết kế nên một sân khấu hoành tráng; có một khán phòng đủ để bày biện, bố trí làm nên chất sang trọng, ấm cúng nhưng không quá hạn chế về lượng khán giả tham dự. Sau khi được lắp ghế ngồi năm 2005, nhà hát có sức chứa 2035 người.